# Гоувальд
Гоувальд (пол. Huwald) — дворянский род.
Родоначальник их, саксонский дворянин Христофор фон Гоувальд (1601—1661), с отличием служил в войсках Густава Адольфа; затем перешел в польскую службу и участвовал в войне против казаков, за что король Владислав наградил его чином генерал-майора, а Ян-Казимир даровал в 1652 г. права польского дворянства.
Потомки его внуков — Антона и Криштофа-Ивана Вильгельмовичей-Адамовичей Гоувальдов разделились на особые ветви, которые записаны в VI и во II и III части родословных книг (в последние по недостаточности представленных доказательств) губерний: Виленской, Гродненской, Могилёвской и Черниговской, а другая ветвь поселилась в Пруссии.

## Известные представители
- Кристоф Эрнст Гоувальд (нем. Christoph-Ernst Houwald, 1778—1845) — немецкий поэт и драматург[2].